# The Honky Tonk Man
Roy Wayne Farris (nacido el 25 de enero de 1953), más conocido como The Honky Tonk Man, es un luchador profesional estadounidense. Actualmente trabaja como embajador para la empresa WWE. A lo largo de su carrera ha trabajado en grandes empresas, como la WCW y la WWF, donde consiguió el reinado más largo del Campeonato Intercontinental, récord que mantuvo hasta septiembre de 2023 cuando fue superado por Gunther. Fue Campeón Intercontinental Peso Pesado durante 454 días (64 semanas) hasta que lo perdió frente a Ultimate Warrior en Summerslam. Es primo de Jerry "The King" Lawler y tío de Brian Lawler.

## Carrera

### Inicios
Farris comenzó su carrera en Memphis Wrestling en 1978. Al principio no tenía mucho éxito, pero más tarde lo alcanzó cuando se unió con Larry Latham para formar The Blonde Bombers Tag Team, con el Sgt. Danny Davis como mánager. Lucharon en American Wrestling Association, NWA Mid-Atlantic, World Wrestling Council, NWA Southeastern y Stampede Wrestling a principios de los 80, donde ganaron varios campeonatos individuales y campeonatos por pareja.

### World Wrestling Federation (1986-1991)

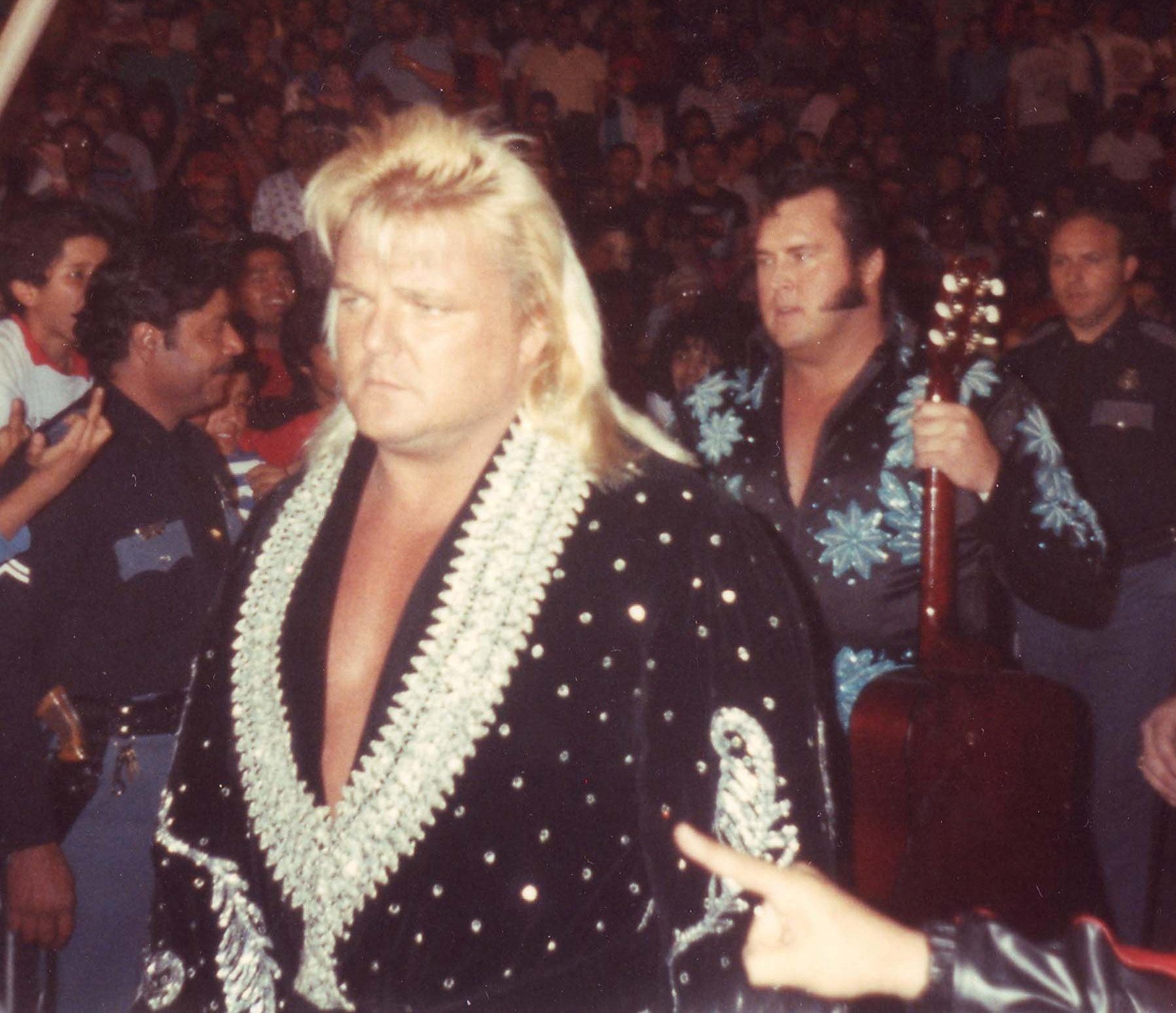
Rhythm and Blues, la pareja formada por Honky Tonk Man y Greg Valentine.

Farris debutó en la WWF como un luchador face que era imitador de Elvis Presley. Poco después empezó a cortar promociones de la WWF para pedir a los aficionados un «voto de confianza». Los resultados fueron negativos y no pasó mucho tiempo antes de que Honky se convirtiese en un heel y que escogiese a Jimmy "Mouth of the South" Hart como su mánager. Jimmy Hart se nombraba a sí mismo como «The Coronel» en los combates de Honky, como referencia a Colonel Tom Parker.
Su primer gran feudo fue con Jake "The Snake" Roberts. Su feudo se intensificó cuando Honky atacó a Roberts en su programa The Snake Pit. Según Roberts, Farris lo golpeó con una guitarra de madera demasiado fuerte, causándole una lesión que a su vez le provocó una dependencia a la medicación. En una entrevista de la World Wrestling Insanity, Farris afirmó que eso no era verdad.
Su rivalidad terminó en Wrestlemania III cuando Farris le ganó a Jake Roberts. Después del combate, Roberts trató de atacar a Hart con su serpiente pitón llamada Damien.
El 2 de junio de 1987 en Buffalo, New York Honky sustituyó a Butch Reed y le ganó a Ricky "The Dragon" Steamboat, ganando el WWF Intercontinental Championship.
Honky empezó a ser un luchador heel cobarde reteniendo el campeonato a menudo por counted out o descalificación a propósito frente a luchadores como Steamboat, Billy Jack Haynes, Bruno Sammartino y George "The Animal" Steele, ya que solo podía perder el campeonato mediante pin fall. Durante este tiempo, Honky comenzó a utilizar el tema de entrada Cool, Cocky, Bad, una canción con un estilo de los años 50.
En septiembre de 1987 Savage cambió a face y retó a Honky por el Título Intercontinental (después de que Honky hubiese hecho comentarios sobre sí mismo como «el mayor campeón intercontinental de todos los tiempos» y comentarios desagradables sobre excampeones, en particular de Savage). A pesar de que hubo varios combates anteriores (en 1986, cuando Savage era campeón y luchó contra Honky), el primer combate entre Savage y Honky fue en el Saturday Night's Main Event el 23 de septiembre en Hershey, Pensilvania. Durante ese combate, Savage estuvo a punto de derrotar a Honky, pero la Hart Foundation (quienes habían interferido durante todo el combate) entraron en el ring y atacaron brutalmente a Savage, obteniendo la descalificación de Honky. Miss Elizabeth trató de detener la masacre, pero Honky empujó y esta huyó al vestuario. Al final, Honky terminó rompiéndole la guitarra en la cabeza a Savage. Poco después, Elizabeth regresó con Hulk Hogan, quien ayudó a Savage.
Honky continuó su feudo con Savage. Retuvo el título en combates contra Savage y Brutus "Barber" Beefcake, el próximo gran rival de Honky. 
Durante el feudo con Beefcake (que comenzó en WrestleMania IV y continuó durante la primavera y el verano de 1988), Honky prometió no permitir que Beefcake le cortara el pelo, algo que Beefcake decía a menudo en promociones. En sus combates, Honky era acompañado por una misteriosa mujer llamada Peggy Sue.
En el primer SummerSlam de 1988, The Ultimate Warrior solo necesitó 29 segundos para ganar a Honky y proclamarse como el nuevo Campeón Intercontinental (se había previsto un combate frente a Beefcake por el título en SummerSlam, pero este no pudo asistir, por lo que Honky, que creía que estaba sin un oponente, emitió un desafío a cualquier luchador que quisiese el título).
Honky fue el campeón por un año, dos meses y 27 días, un récord que todavía sigue en pie. Sin embargo, cuando perdió el título, no tuvo éxito en su intento de recuperarlo.
En 1989 Honky comenzó un feudo contra "The American Dream" Dusty Rhodes, pero duró muy poco. Tuvo su última gran oportunidad a finales de 1989 y 1990, cuando él y Greg Valentine lucharon como equipo haciéndose llamar Rhythm and Blues, compitiendo contra equipos tales como el Hart Foundation y The Legion of Doom. Más tarde, Honky fue comentarista junto a Vince McMahon y Roddy Piper.

### World Championship Wrestling (1994)
En 1994 Honky trabajó para la World Championship Wrestling, desafiando a Johnny B. Badd por el WCW World Television Championship, que no consiguió. En su libro Controversy Creates Cash, Eric Bischoff dijo que su despido favorito fue el de Honky. Este le respondió que fue un honor ser despedido por Bischoff.

### Regreso a WWE (1996-1998, 2001)

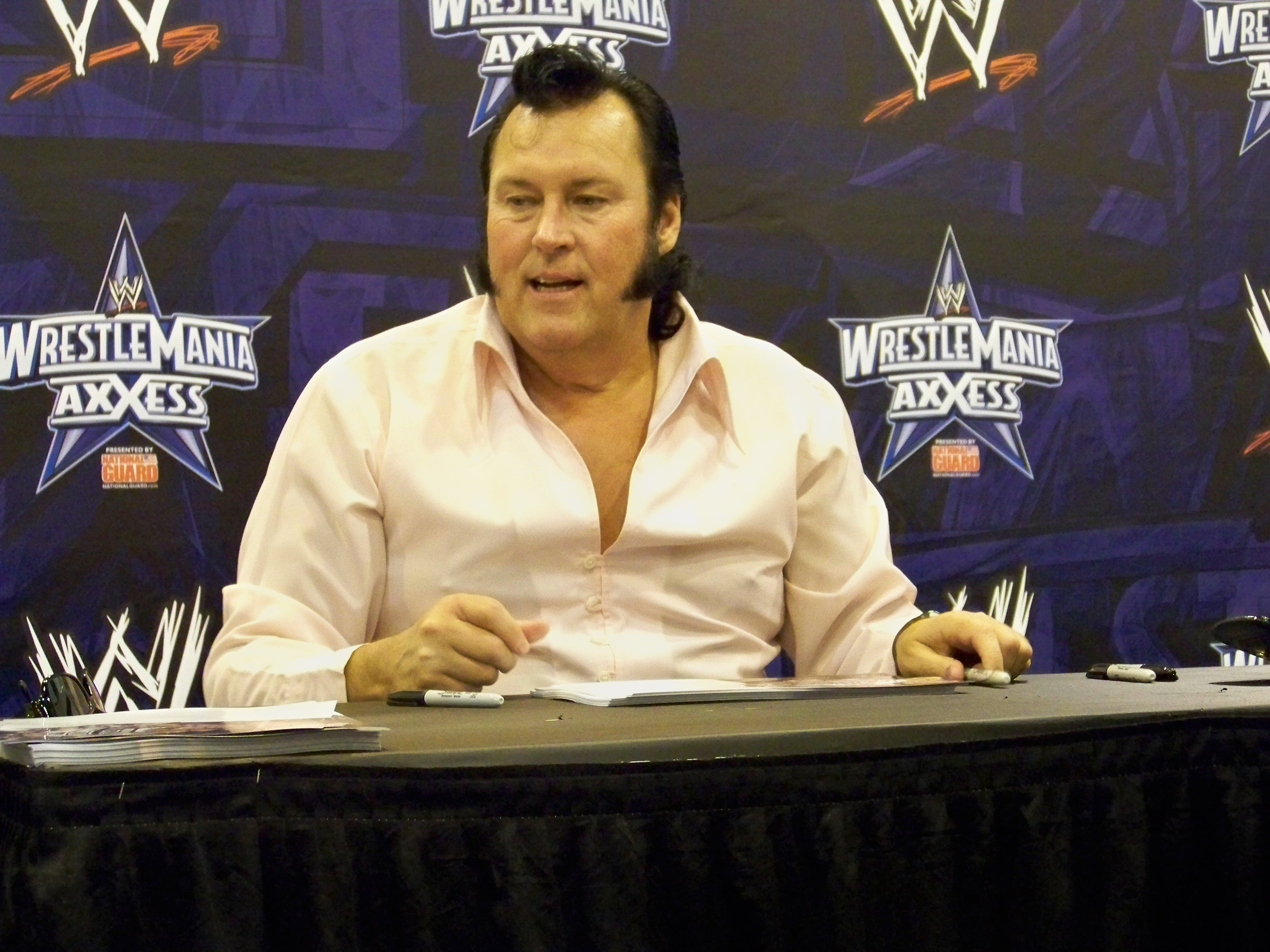
Honky Tonk Man firmando autógrafos.

En 1997, después de una breve temporada en American Wrestling Federation, Honky regresó a la WWF como comentarista de RAW IS WAR y como mánager de Billy Gunn. Bajo la tutela de Honky, Gunn empezó a ser conocido como «Rockabilly», pero no tuvo éxito. También hizo una aparición en el Royal Rumble al año siguiente, pero fue eliminado por Vader.
En 2001 Honky volvió en la Royal Rumble, pero fue eliminado por Kane después de romperle la guitarra en la cabeza. Después de esta aparición, Honky volvió al circuito independiente.

### Circuito independiente (2000-2016)
Desde 2000, Honky ha trabajado en espectáculos de lucha libre independientes en todo el mundo. Junto con Ryan Smith y muchos otros luchadores, dirigieron una serie de controvertidos sitios web de lucha. TheHonkyTonkMan.com presentaba actualizaciones frecuentes del propio Honky, una comunidad de foros de mensajes altamente interactiva, una amplia galería de fotos, actualizaciones de audio y más. El sitio web se cerró inesperadamente sin mucha explicación en diciembre de 2006. El sitio ahora remite a varias empresas nuevas del ex gerente del sitio web Ryan Smith, quien permanece callado sobre el cierre.
Honky ha luchado para Southern Championship Wrestling en Castroville, Texas y MSW en el este de Canadá. El 23 de abril de 2008, se le vio luchando en Presque Isle para la promoción de la Asociación de Lucha Libre del Atlántico Norte. Posteriormente derrotó a Big Brody Hoofer y golpeó a Cameron Steele con su guitarra.
En agosto de 2008, Honky apareció en Wrestling Supershows en Canadá. También hizo apariciones en SWCW en Oklahoma. El 24 de octubre, luchó para Big Time Wrestling (su primer combate en cuatro meses), venciendo a L'Empereur. El 7 de enero de 2009, apareció en un evento de World Pro Wrestling en Colusa, formando equipo con Doink the Clown para enfrentarse a los campeones mundiales en parejas de WPW, Jerry Gray y Mighty Henrich. El combate terminó sin resultado mientras Doink se volvió hacia Honky y los tres lo agredieron. El 7 de mayo, él y Bushwacker Luke derrotaron a Mike Hughes y Gary Williams por el Campeonato en Parejas de UCW. 
El 31 de enero de 2011, Honky hizo su debut en Dynamic Wrestling Alliance al derrotar Jonathan James en el evento Golden Opportunity II en Middletown, Ohio.
El 5 de junio de 2016, Honky luchó en Impact Pro Wrestling en Nueva Zelanda, en Armageddon Expo en Wellington. Se asoció con Brook Duncan y Britenay para derrotar al equipo del campeón de peso pesado de IPW Curt Chaos, Taylor Adams y Mr. Burns.
Honky hizo un cameo en el primer episodio de la temporada 3 de Lucha Underground, apareciendo como alcaide en una prisión, devolviendo las cosas de Dario Cueto tras su liberación.

### Segundo regreso a WWE y apariciones esporádicas (2008-2013, 2019, 2025-presente)
En 2008, Santino Marella dijo que batiría su récord como campeón intercontinental creando el «Honk-a-meter», comparando cada semana el récord de Honky con el suyo. En Cyber Sunday fue elegido con un 35% para luchar contra Santino por el WWE Intercontinental Championship. Honky derrotó a Marella por descalificación cuando Beth Phoenix, aunque después del combate, tanto él como Roddy Piper y Goldust atacaron a Marella. Al día siguiente en Raw asistió como comentarista especial junto con Roddy Piper y Goldust para el combate de Santino, en el que Honky le rompió su guitarra en la cabeza. Cinco años después, regresaría el 4 de marzo de 2013 en el Monday Night Raw Old School para apoyar a Tensai y Brodus Clay en una lucha contra 3MB (el equipo formado por Heath Slater, Jinder Mahal y Drew McIntyre), y después del combate Honky le rompió la cabeza a Slater con su guitarra.
El 26 de febrero de 2019, WWE confirmó que Farris se uniría a la clase del Salón de la Fama de 2019. Fue admitido el 7 de abril de 2019 por su ex manager Jimmy Hart.
En abril de 2025, Farris firmó un contrato de leyenda con la WWE.

## Vida personal
El primer matrimonio de Farris con Judy Lynn Nuckolls fue breve, pero ha estado casado con su actual esposa Tammy desde 1984. Farris también es primo hermano de Jerry Lawler. 
Aunque dentro de la storyline luchística era uno de los máximos rivales de Randy Savage, Farris tenía una relación profesionalmente amistosa con él. Ambos mantuvieron el Campeonato Intercontinental de la WWE durante más de un año, con Farris venciendo a Savage por unas pocas semanas.
Ha declarado que dona su cabello a Locks of Love una vez al año.

## Campeonatos y logros
- All Pro Wrestling

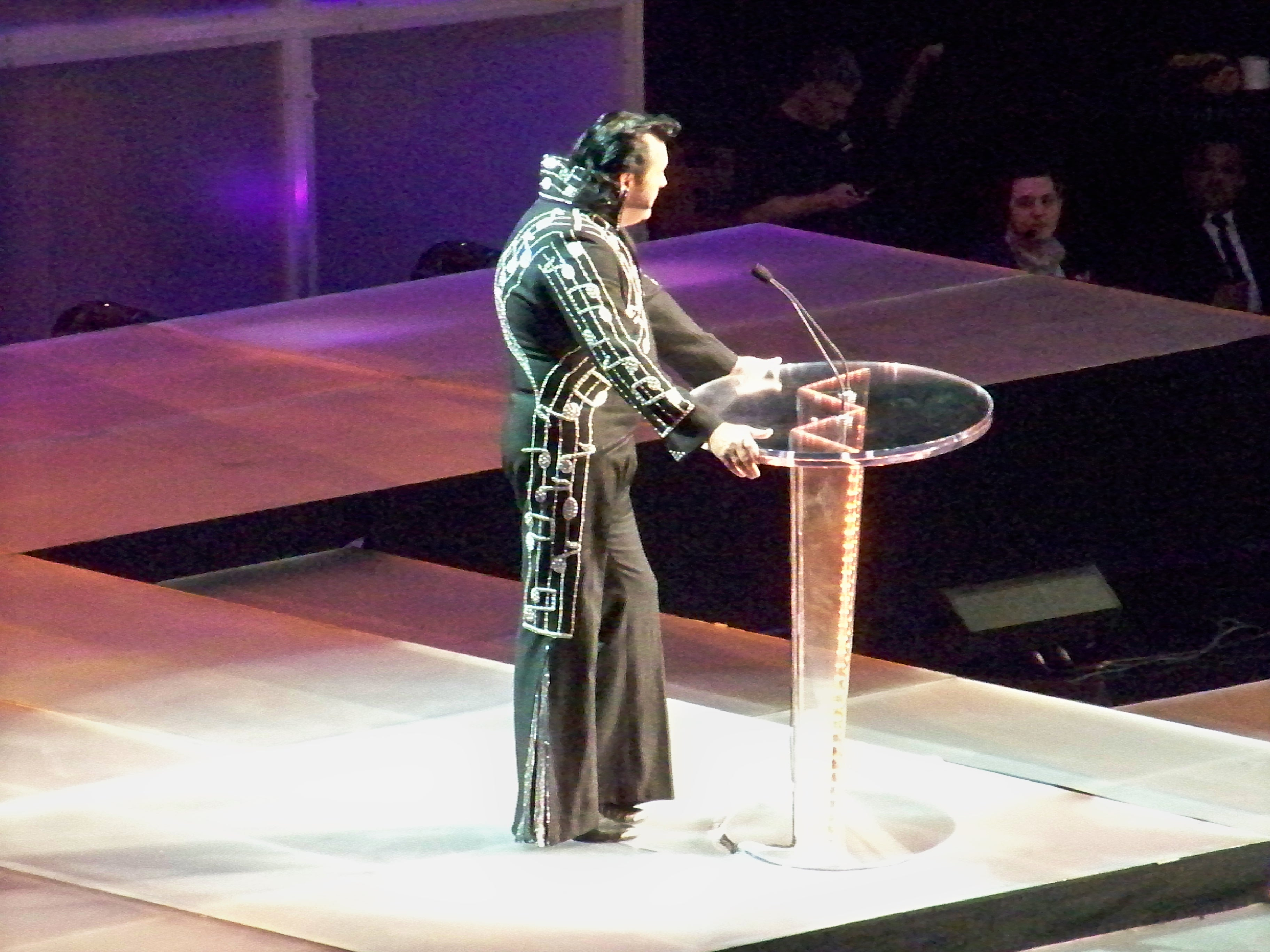
Farris en el WWE Hall of Fame en 2009.

- APW Universal Heavyweight Championship (1 vez)

- Big Time Wrestling
  - BTW Heavyweight Championship (1 vez)

- Mid-Eastern Wrestling Federation

- MEWF Heavyweight Championship (1 vez)

- Continental Wrestling Association|NWA Mid-America | Continental Wrestling Association

- AWA Southern Tag Team Championship (4 veces) - con Larry Latham (3) y Tojo Yamamoto (1)
- NWA Mid-America Tag Team Championship (3 veces) - con Larry Latham

- Northern States Wrestling Alliance

- NSWA Tag Team Championship (1 vez) - con Greg Valentine

- Continental Championship Wrestling|Southeastern Championship Wrestling

- NWA Alabama Heavyweight Championship (1 vez)
- NWA Southeastern Heavyweight Championship (Northern Division) (1 vez)
- CWF Tag Team Championship|NWA Southeast Tag Team Championship (1 vez) - con Ron Starr
- NWA Southeastern United States Junior Heavyweight Championship (1 vez)

- Stampede Wrestling

- International Tag Team Championship (3 veces) - con Ron Starr (2) y The Cuban Assassin (1)
- Stampede North American Heavyweight Championship (1 vez)

- World Wrestling Council

- WWC Caribbean Heavyweight Championship (1 time)

- World Wrestling Federation/WWE

- WWF Intercontinental Heavyweight Championship (1 vez)
- WWE Hall of Fame (2019)

- XJAM Pro Wrestling

- XJAM Championship (1 vez)